# Oxypelta cincticollis
Oxypelta cincticollis är en skalbaggsart som beskrevs av Leon Fairmaire 1903. Oxypelta cincticollis ingår i släktet Oxypelta och familjen Cetoniidae. Inga underarter finns listade i Catalogue of Life.